# 奇珀瓦貝 (紐約州)
奇珀瓦貝（英語：Chippewa Bay）是位於美國紐約州聖羅倫斯縣的非建制地區。

## 歷史
奇珀瓦貝的郵局自1880年營運至今。

## 地理
奇珀瓦貝所處的海拔為高於海平面88米（即289英呎），而該地所採用的時區為UTC-5，即北美东部时区（EST）。同時該地設有夏令時間，為UTC-5調快一小時，即UTC-4（EDT）。